# Albuca zebrina
Albuca zebrina är en sparrisväxtart som beskrevs av John Gilbert Baker. Albuca zebrina ingår i släktet Albuca och familjen sparrisväxter. Inga underarter finns listade i Catalogue of Life.